# Nataša Dragnić
Nataša Dragnić (* 7. Februar 1965 in Split) ist eine kroatische deutschsprachige Schriftstellerin.

## Leben
Dragnić studierte Germanistik und Romanistik an der Universität Zagreb und erwarb dort ihren Magister in Literaturwissenschaft. Nach einer Zwischenstation im diplomatischen Dienst Kroatiens zog sie 1994 nach Deutschland und arbeitet seitdem als freiberufliche Fremdsprachendozentin und Autorin. Sie lebt seit 1994 in Erlangen.
Dragnićs Debütroman „Jeden Tag, jede Stunde“ erschien im Jahr 2011 und wurde in ca. 30 Ländern veröffentlicht. Im August 2017 erschien ihr Roman „Einatmen, Ausatmen“. Sie schreibt neben Romanen auch Kurzgeschichten und ist Mitglied der Erlanger Autorengruppe Wortwerk.

## Romane
- Jeden Tag, jede Stunde. DVA, München 2011, ISBN 978-3-421-04516-4.
- Immer wieder das Meer. DVA, München 2013, ISBN 978-3-421-04582-9.
- Der Wind war es. ars vivendi, Cadolzburg 2016, ISBN 978-3-86913-622-6.
- Einatmen, Ausatmen. ars vivendi, Cadolzburg 2017, ISBN 978-3-86913-719-3.

## Preise und Stipendien
- 2012: IHK-Kulturpreis der Stadt Nürnberg
- 2012: Stadtschreiber in Cagliari, Italien
- 2013: August-Graf-von-Platen-Literaturpreis der Stadt Ansbach, Förderpreis
- 2013: Premio Fondazione Francesco Alziator, Cagliari
- 2014: Writer in Residence, at Writers Omi at Ledig House, Ghent (NY), USA
- 2015: Writer in Residence, at Ca’Foscari International College, Venezia, Italia